# Río Sirwan
El río Sirwan (en kurdo: Sîrwan; en árabe: نهر ديالى; en persa: سیروان)  es un río y afluente del Tigris que se origina en Irán como el Sirwan (o Sirvan) luego corre principalmente a través del este de Irak. Cubre una distancia total de 445 km (277 millas). Se eleva cerca de Hamadan, en las montañas de Zagros de Irán. Luego desciende a través de las montañas, donde por unos 32 kilómetros forma la frontera entre los dos países. Por último, se introduce en el Tigris cerca de la ciudad de Bagdad.